# Nußbach (Triberg im Schwarzwald)
Nußbach ist ein Stadtteil von Triberg im Schwarzwald im Schwarzwald-Baar-Kreis in Baden-Württemberg.

## Wappen
Blasonierung: In Silber auf blauen Schildfuß ein flacher grüner Hügel, aus dem ein grüner Laubbaum wächst.

## Geographie
Nußbach liegt am gleichnamigen Bach und ist 3 km von Triberg entfernt. Das Dorf ist von Höhenunterschieden von fast 400 m geprägt. Der tiefste Punkt liegt auf 650 m ü. NHN beim Ortsausgang in Richtung Triberg, während der höchste auf 1038 m ü. NHN an der Gemarkungsgrenze zu Schönwald, Gewann „Guten“, liegt.

## Geschichte
Nußbach wurde erstmals 1284 urkundlich als Nuspach erwähnt. Schon zuvor war vermutlich um 1200 eine Kapelle am Platz der heutigen Pfarrkirche und um 1250 der Feißenhof im Hintertal errichtet worden. Es gehörte mit allen Rechten zur Herrschaft Triberg der Herren von Triberg und kam mit dieser 1356 an Herzog Albrecht von Österreich durch den Verkauf von Graf Albrecht von Hohenberg. Das Dorf blieb bis 1805 vorderösterreichisch und wurde nach kurzer württembergischer Zugehörigkeit 1806 dem Großherzogtum Baden einverleibt und dem Bezirksamt Triberg zugeordnet. 1924 wurde Nußbach dem Bezirksamt Villingen zugeordnet. 
Am 1. Januar 1973 wurde Nußbach in die Stadt Triberg im Schwarzwald eingegliedert.